# 氟化锌
氟化锌（化学式：ZnF2）是锌最常见的氟化物。

## 性质
无色针状晶体或白色粉末。有无水物和四水合物两种。与其他卤化锌不同，有明显的离子键化合物特性：熔点很高，溶解度也较小。金红石型结构，锌为六配位。 四水合物为菱方晶系。 结晶体能使光强烈地偏振。
难溶于水，几乎完全不溶于液氨和乙醇，微溶于稀氢氟酸，略溶于盐酸、硝酸和氨水。水溶液很易水解，已知生成的碱式盐为 Zn(OH)F。
与氢气共热时被还原：
{\displaystyle {\rm {\ ZnF_{2}+H_{2}\rightarrow Zn+2HF}}}

## 制取
1、由氢氟酸与碳酸锌（或氢氧化锌）作用，然后蒸发浓缩，得到氟化锌四水合物。将它在减压下加热，就得到无水物。
{\displaystyle {\rm {\ ZnCO_{3}+2HF\rightarrow ZnF_{2}+H_{2}O+CO_{2}}}}
{\displaystyle {\rm {\ Zn(OH)_{2}+2HF\rightarrow ZnF_{2}+2H_{2}O}}}
2、乙酸锌与氟化钠溶液混合，得到氟化锌沉淀。
{\displaystyle {\rm {\ Zn(CH_{3}COO)_{2}+2NaF\rightarrow ZnF_{2}+2CH_{3}COONa}}}
3、氟化氢蒸气通过红热的锌，生成无水氟化锌。
{\displaystyle {\rm {\ Zn+2HF\rightarrow ZnF_{2}+H_{2}}}}

## 用途
含有部分结晶水的氟化锌是一种很有价值的中等的荧光剂，但是无水氟化锌却无此特性。工业上氟化锌用作陶瓷的釉和涂料、催化剂和木材的防水剂。 也用于有机化合物的氟化反应。